# Бистржіце-під-Гостинем
Бистржіце-під-Гостинем (чеськ. Bystřice pod Hostýnem, нім. Bistritz) — місто в Чехії, в окрузі Кромержиж Злінського краю.
Розташований у Моравії за 23 км на північний схід від районного центру м. Кромержиж. Річка Бистржічка ділить місто на дві половини, які з'єднані кількома мостами.

## Історія
Перша письмова згадка зустрічається у 1368 році. Спочатку належав діду чеського короля Їржі з Подєбрад. Близько 1440 року тут було збудовано замок. У 1747 році споруджено паломницьку церкву св. Гостина.
Найбільший розвиток Бистржіце-під-Гостинем стався після 1861 року, коли Міхаель Тонет відкрив тут фабрику з виробництва віденських меблів, що виготовляється з гнутого дерева. На той час це була найбільша фабрика гнутих меблів у Європі. Розширення промислового виробництва викликало великий приплив нових робітників. У 1864 році Бистржіце отримали статус міста. У 1882 році збудовано залізницю. Сім'я Тонет зіграла визначальну роль у розвитку міста: старший син Міхаеля Тонета Август був старостою Бистржіце в 1873—1883 рр., а молодший син Якоб — у 1887—1893 рр.
Місто страждало від сильних пожеж у 1594, 1789 та 1815 роках і повеней у 1593 та 1997 роках.
Місто досі славиться виробництвом меблів. У Бистржіце є міський парк Загаєне, басейн, міні-гольф, тенісні корти та футбольний стадіон.

## Населення
| Рік  | Чисельність | Чисельність |
| ---- | ----------- | ----------- |
| 1869 | 3368        | [ 7 ]       |
| 1880 | 4120        | [ 7 ]       |
| 1890 | 5088        | [ 7 ]       |
| 1900 | 5438        | [ 7 ]       |
| 1910 | 6162        | [ 7 ]       |
| 1921 | 5820        | [ 7 ]       |
| 1930 | 6049        | [ 7 ]       |

| Рік  | Чисельність | Чисельність |
| ---- | ----------- | ----------- |
| 1950 | 6452        | [ 7 ]       |
| 1961 | 7252        | [ 7 ]       |
| 1970 | 7605        | [ 7 ]       |
| 1980 | 8462        | [ 7 ]       |
| 1991 | 8441        | [ 7 ]       |
| 2001 | 8787        | [ 7 ]       |
| 2014 | 8393        | [ 8 ]       |

| Рік  | Чисельність | Чисельність |
| ---- | ----------- | ----------- |
| 2016 | 8332        | [ 9 ]       |
| 2017 | 8266        | [ 10 ]      |
| 2018 | 8175        | [ 11 ]      |
| 2019 | 8169        | [ 12 ]      |
| 2020 | 8144        | [ 13 ]      |
| 2021 | 8129        | [ 14 ]      |
| 2021 | 7861        | [ 15 ]      |

| Рік  | Чисельність | Чисельність |
| ---- | ----------- | ----------- |
| 2022 | 7984        | [ 16 ]      |
| 2023 | 8029        | [ 17 ]      |
| 2024 | 8023        | [ 18 ]      |
| 2025 | 8002        | [ 4 ]       |

| Рік  | Чисельність | Чисельність |
| ---- | ----------- | ----------- |
| 1869 | 3368        | [ 7 ]       |
| 1880 | 4120        | [ 7 ]       |
| 1890 | 5088        | [ 7 ]       |
| 1900 | 5438        | [ 7 ]       |
| 1910 | 6162        | [ 7 ]       |
| 1921 | 5820        | [ 7 ]       |
| 1930 | 6049        | [ 7 ]       |

| Рік  | Чисельність | Чисельність |
| ---- | ----------- | ----------- |
| 1950 | 6452        | [ 7 ]       |
| 1961 | 7252        | [ 7 ]       |
| 1970 | 7605        | [ 7 ]       |
| 1980 | 8462        | [ 7 ]       |
| 1991 | 8441        | [ 7 ]       |
| 2001 | 8787        | [ 7 ]       |
| 2014 | 8393        | [ 8 ]       |

| Рік  | Чисельність | Чисельність |
| ---- | ----------- | ----------- |
| 2016 | 8332        | [ 9 ]       |
| 2017 | 8266        | [ 10 ]      |
| 2018 | 8175        | [ 11 ]      |
| 2019 | 8169        | [ 12 ]      |
| 2020 | 8144        | [ 13 ]      |
| 2021 | 8129        | [ 14 ]      |
| 2021 | 7861        | [ 15 ]      |

| Рік  | Чисельність | Чисельність |
| ---- | ----------- | ----------- |
| 2022 | 7984        | [ 16 ]      |
| 2023 | 8029        | [ 17 ]      |
| 2024 | 8023        | [ 18 ]      |
| 2025 | 8002        | [ 4 ]       |

## Визначні пам'ятки
- Гостин, місце паломництва Діви Марії. Витоками паломництва послужила легенда, що описує диво, яке тут створила Богородиця.
- Замок Бистржіце-під-Гостиною
- Ратуша 1595 року (перебудована у 1842 році)
- Стовп ганьби
- Костел Святого Їржі

## Міста-побратими

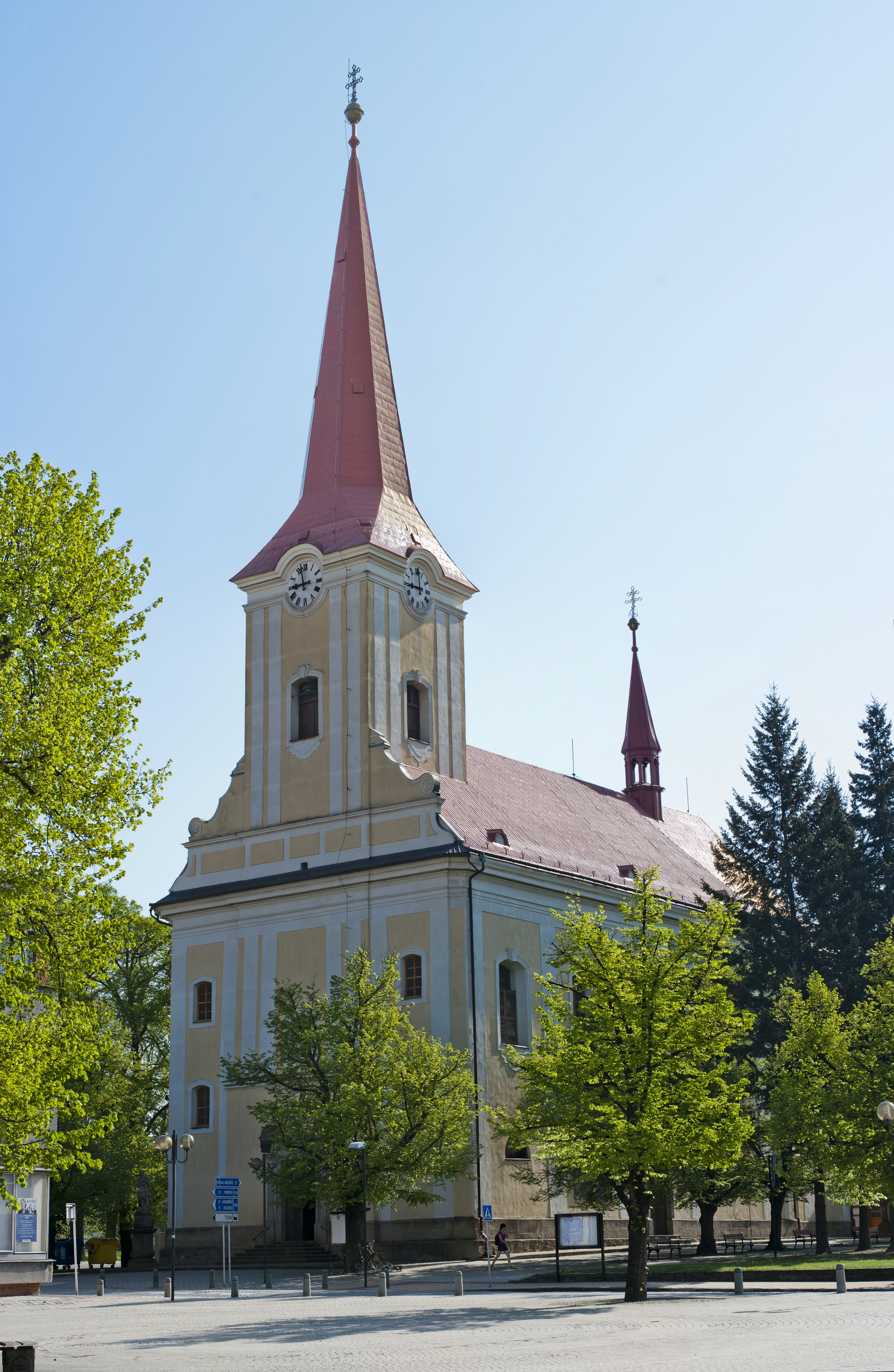
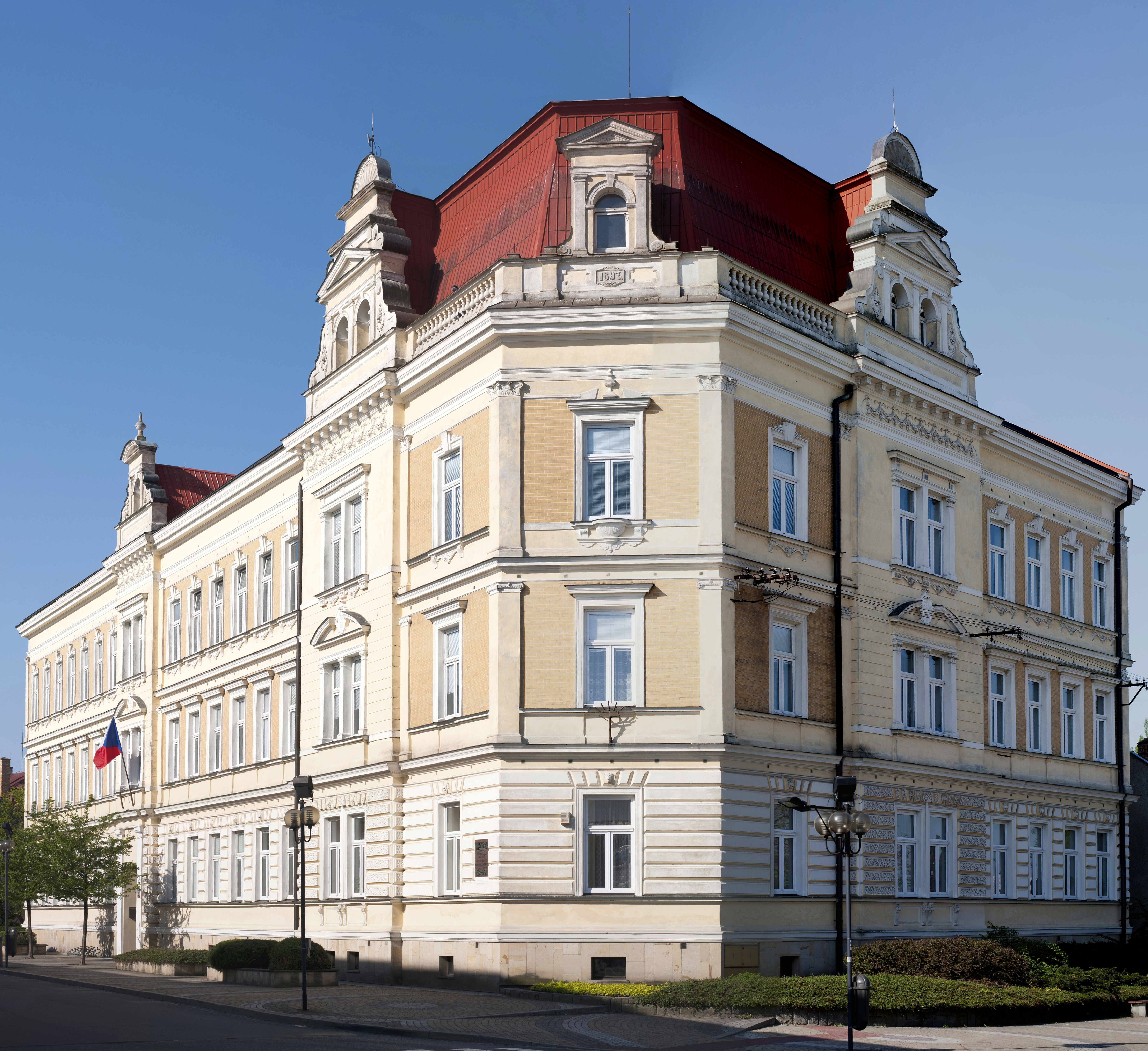
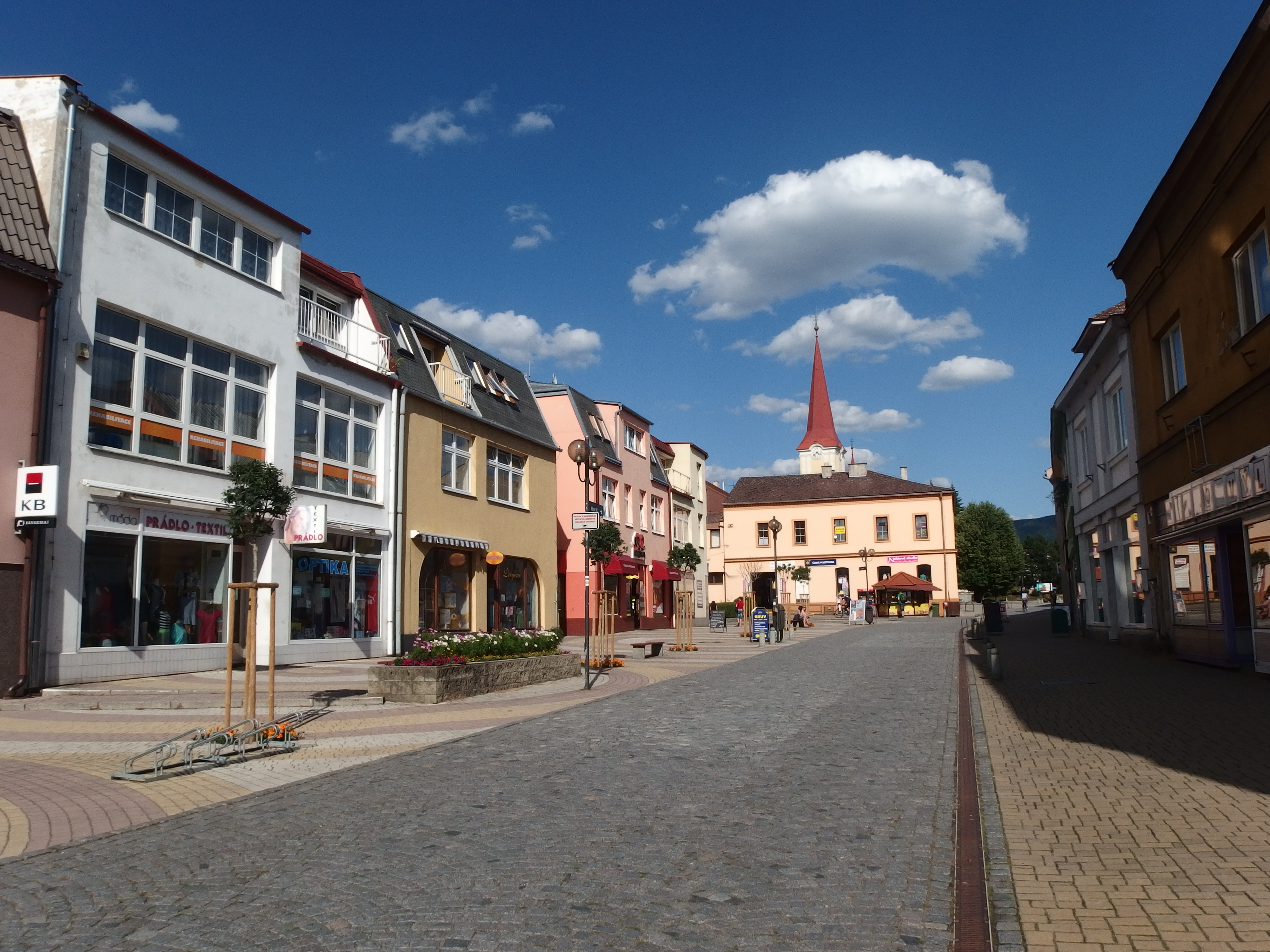
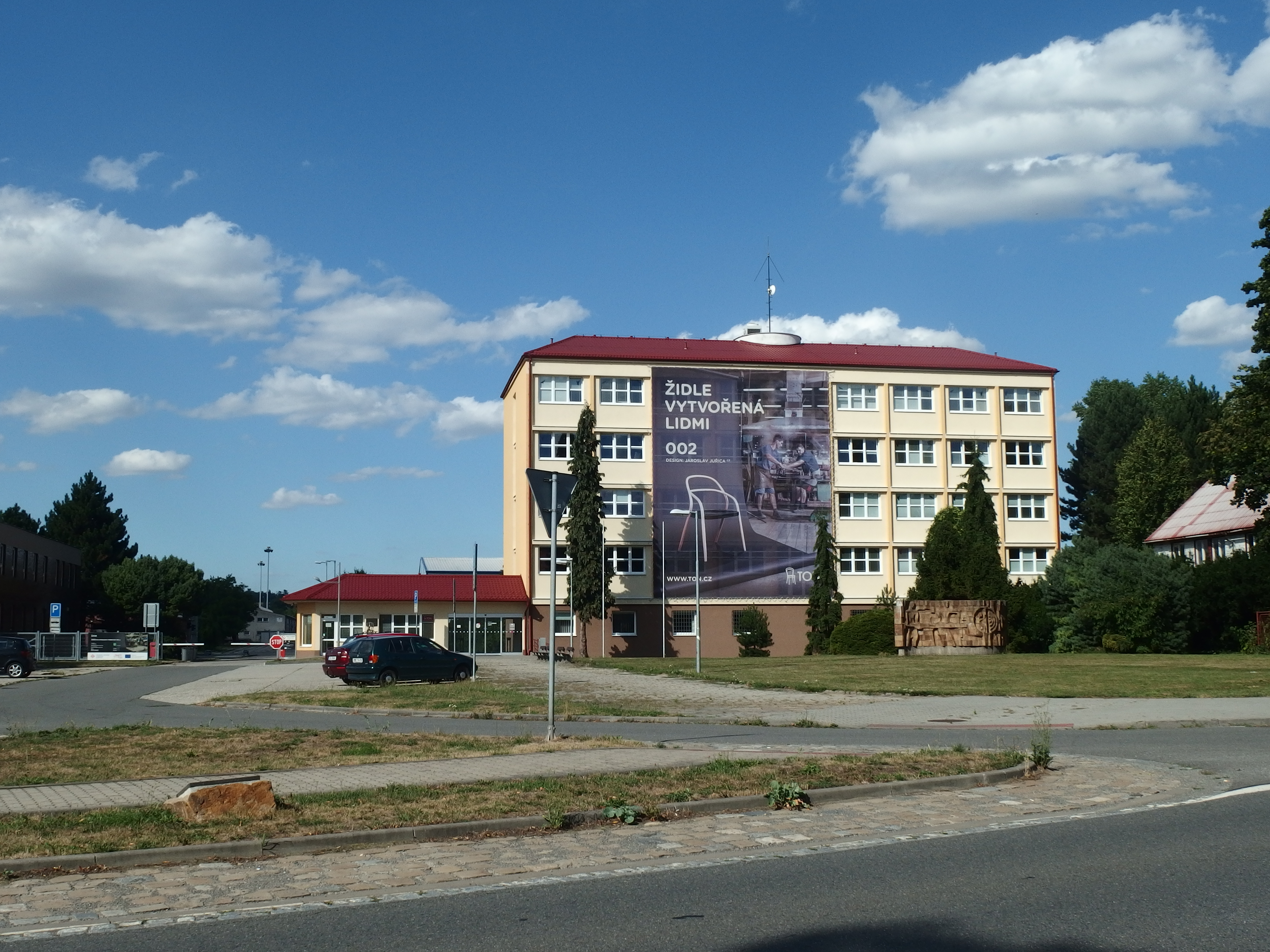

- Зальцкоттен, Німеччина
- Сан-Джованні-аль-Натізоне, Італія

## Персоналії
- Франтішек Сушіл (1804—1868) — австрійський богослов, римсько-католицький священик, моравський педагог, фольклорист, збирач народних пісень. Учасник чеського національного відродження.